# Sparta Rotterdam
Sparta Rotterdam ist ein Fußballverein aus Rotterdam und spielt in der höchsten Spielklasse, der Eredivisie. Der 1888 gegründete Verein ist der älteste, noch bestehende Verein im bezahlten Fußball in den Niederlanden. Sparta gewann insgesamt sechsmal die nationale Meisterschaft und dreimal den Pokal.
Die Blütezeit von Sparta Rotterdam war die Zeit vor dem I. Weltkrieg, als man zur dominierenden Mannschaft des Landes wurde und in den Jahren 1909 bis 1915 fünfmal den Landestitel erringen konnte. Sparta spielt seit 1916 im „Kasteel“, das das älteste Fußballstadion der Niederlande ist.

## Geschichte

### 1888–1905: Gründung und Verankerung im niederländischen Fußball
Acht Schüler im Alter von 13 bis 15 Jahren versammelten sich am 1. April 1888 und gründeten den Rotterdamsche Cricket Club Sparta. Der Ort war der Garten der Eltern von Jacobus Harteveld Hoos, am Oostvestplein 11 in der östlichen Innenstadt Rotterdams. Sportart des neuen Clubs war zuerst ausschließlich Cricket. Als jedoch einer der Väter Ende Juli 1888 einen Fußball aus England mitbrachte und den Jugendlichen schenkte, wurde auch Fußball gespielt und der Club in Rotterdamsche Cricket- en Footballclub Sparta umbenannt. Erste Spielplätze waren am Delftsche Poort, auf dem Gelände der Heinekenbrauerei und vor der Laurenskerk. Anfangs wurden nur wenige Spiele ausgetragen, da entsprechende Gegner noch fehlten. Im März 1890 schloss sich der Klub dem Nederlandsche Voetbal en Atletiek Bond (deutsch: Niederländischer Fußball- und Leichtathletikbund) an, dem Vorläufer des heutigen niederländischen Fußballbundes. Am 18. Dezember 1892 erspielte man ein Rekordergebnis, als der Amersfoortsche Voetbalclub mit 17:0 geschlagen wurde. Dabei gelangen Rechtsaußen Freek Kampschreur neun der 17 Treffer.
Im Frühjahr 1893 stieg der Club in die Eerste Klasse auf, die damalige höchste Spielklasse. Im selben Jahr spielte Sparta erstmals gegen einen ausländischen Verein. Allerdings verlor man gegen den englischen Vertreter FC Harwich & Parkeston mit 0:8. Ein Jahr darauf traf der Klub auf eine weitere Mannschaft von der Insel. Um sich gegen den FC Felixstowe nicht auch noch zu blamieren, sammelte der Verein die besten niederländischen Spieler zusammen und bestritt so ein erstes inoffizielles Spiel einer niederländischen Landesauswahl. Man trennte sich 1:1.
1894 gründete Sparta den Rotterdamse Voetbalbond (deutsch: Rotterdamer Fußballbund).
Bereits 1896 wollte Sparta ein Spiel gegen eine englische Frauenmannschaft organisieren und dazu eine eigene Frauenmannschaft aufstellen. Der Fußballverband verbot dieses Spiel und legte Sparta eine Geldstrafe auf mit dem Hinweis, dass „derartige Spiele dem guten Namen des Fußballs schaden“ würden.
In den Folgejahren hielt Sparta enge Kontakte zum englischen Fußball und hatte so großen Einfluss auf die frühe Entwicklung des Fußballs in den Niederlanden. In einer Zeit, als die meisten Mannschaften noch gar keine Trainer hatten, verpflichtete man regelmäßig Trainer aus England, zahlreiche Freundschaftsspiele gegen englische Mannschaften wurden arrangiert und verbesserten das Spiel der Mannschaft. Als 1899 der britische Verein AFC Sunderland zu Besuch in Rotterdam war, übernahm Sparta dessen Kleidung (rot-weiß-gestreiftes Trikot und schwarze Hosen) und machte rot und weiß zu den Vereinsfarben.
Ab 1900 übernahm der Verein größere Bedeutung im 1889 gegründeten Koninklijke Nederlandse Voetbal Bond (KNVB). Unter anderem kümmerte man sich darum, den Wettbewerb um den Zilveren Bal (deutsch: Silberner Ball) zu organisieren, der 1901 erstmals ausgespielt wurde und im Laufe der Zeit zu einem traditionsreichen Turnier wurde, das bis 1985 ausgetragen wurde.
Am 30. April 1905 wurde das erste offizielle Spiel der niederländischen Nationalmannschaft in Antwerpen gegen Belgien ausgetragen (4:1 n. V.). Erster Bondstrainer war der ehemalige Sparta-Spieler Cees van Hasselt. Auf seine Initiative hin beschloss der KNVB, das Rückspiel in Rotterdam auszutragen. Das erste Heimspiel der niederländischen Elftal wurde so am 14. Mai 1905 auf dem Schuttersveld im Stadtteil Crooswijk ausgetragen, dem damaligen Spielplatz von Sparta. Das Spiel endete 4:0.

### 1906–1916: Erste goldene Jahre

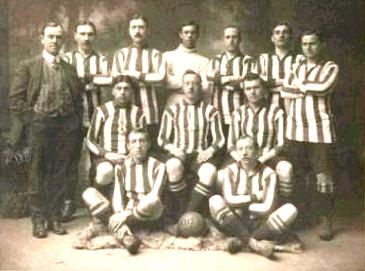
Die Meistermannschaft von 1913

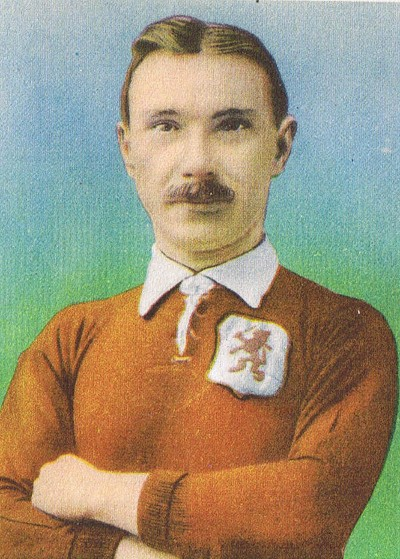
Sparta-Legende Bok de Korver

In den ersten Jahren nach seiner Gründung spielte Sparta zwar konstant oben mit, hatte aber auch schnell den Titel als „ewiger Zweiter“ inne. In den ersten fünfzehn Jahren Ligafußball waren es meist zweite und dritte Plätze, die die Mannschaft erspielte. 1909 wurde der Club dann erstmals Nederlandse Landskampioen, Niederländischer Landesmeister. Zwischen 1911 und 1913 holte die Mannschaft drei weitere Titel nach Rotterdam, ehe die Serie vom HVV Den Haag unterbrochen wurde. Doch bereits zur Saison 1914/15 erkämpfte man sich erneut ins Meisterschaftsfinale und bezwang Vitesse Arnheim nach drei Spielen (1:2, 4:1, 3:0). Zudem wurde 1909, 1910 und 1911 der NBLO-Beker sowie 1910 und 1913 der Zilveren Bal gewonnen. Großen Einfluss auf diese Erfolge hatte der damalige englische Trainer Edgar Chadwick, der zwischen 1908 und 1913 die niederländische Nationalmannschaft trainierte. Dieser war zudem der erste Übungsleiter, den der Klub verpflichtete. Wichtige Schlüsselspieler dieser Zeit waren Bok de Korver, Huug de Groot und Cas Ruffelse.
Im Oktober 1916 zog der Verein in den Rotterdamer Stadtteil Spangen. Dort war zuvor die noch heute genutzte Sparta-Heimstätte Het Kasteel erbaut worden. Das „Kasteel“ (dt.: „Schloß“) erhielt seinen Namen aufgrund der charakteristischen Türmchen der Haupttribüne. Dieses Stadion war das erste Fußballstadion der Niederlande und sollte dem Club auf Dauer eine starke wirtschaftliche Stellung sichern, was jedoch nicht gelang.

### 1916–1952: Kriege und Zwischenkriegszeit
Obwohl die Niederlande im I. Weltkrieg neutral und nicht direkt am Krieg beteiligt waren, ging der Krieg nicht spurlos vorüber. Die Wirtschaft musste starke Einbrüche verkraften. Durch die starke Verteuerung der Rohstoffe konnte Sparta das neue Stadion „Het Kasteel“ nicht in gewünschtem Umfang erbauen. Nur die Kasteel-Tribüne wurde den alten Plänen gemäß errichtet, die anderen Tribünen wurden kleiner und weniger aufwendig erbaut. Die alternde Mannschaft konnte in diesen Jahren nicht verjüngt werden. Sparta verlor seine dominierende Stellung und konnte in den Folgejahren keine Meisterschaften mehr erringen, obwohl man 1925 und 1929 immerhin die Regionalmeisterschaft gewinnen konnte. In den Jahren 1924, 1926, 1928, 1931 und 1940 wurde die Mannschaft nur knapp geschlagen und musste sich mit dem nationalen Vizetitel begnügen. Durch die Einweihung des deutlich größeren Stadions „De Kuip“ durch den Erzrivalen Feyenoord Rotterdam 1937 verlor man zudem die wirtschaftliche Vormachtstellung in der Stadt. Immerhin konnte Sparta noch Erfolge im Turnier um den Zilveren Bal erringen. Zwischen 1923 und 1935 wurde dieser fünf Mal gewonnen.

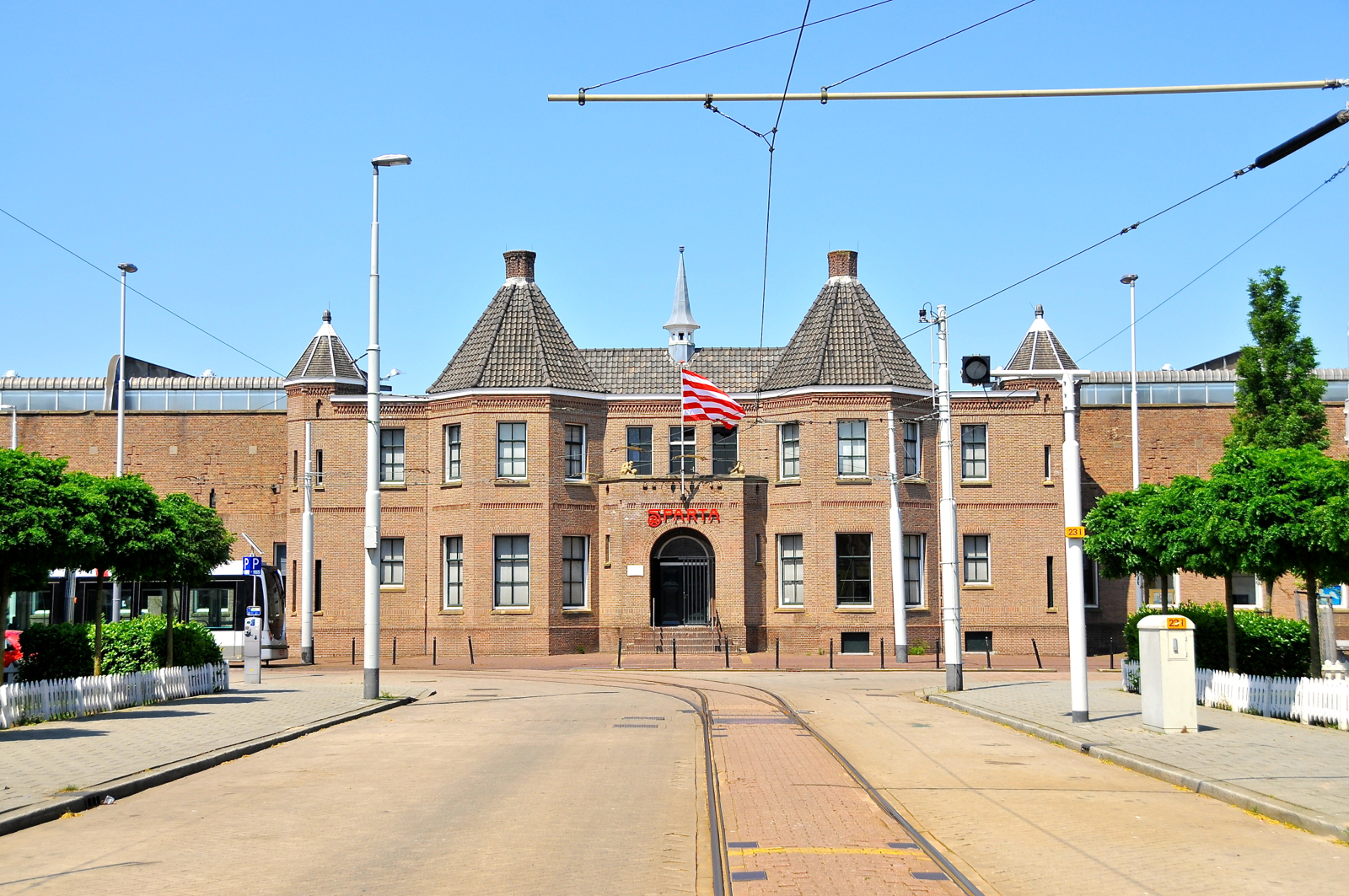
Das Sparta-Stadion Het Kasteel

Während die Niederlande im Ersten Weltkrieg neutral bleiben konnten, wurden sie erzwungenermaßen in den Zweiten Weltkrieg hineingezogen. Am 14. Mai 1940 wurde Rotterdam schwer von der deutschen Luftwaffe bombardiert. Die gesamte Innenstadt wurde vollständig zerstört. Das Viertel Spangen mit dem Kasteel war zwar nicht direkt von der Bombardierung getroffen, ein Spielbetrieb war jedoch erst einmal nicht möglich, zumal viele Obdachlose im Stadion eine erste Bleibe fanden. Nach der Besetzung durch die Deutschen konnte der Spielbetrieb dann mehr oder weniger weitergeführt werden, bevor er 1944 dann endgültig eingestellt werden musste. Auch nach dem Kriegsende war an einen Spielbetrieb erst einmal nicht zu denken: der erste Nachkriegswinter 1945/46 sorgte in Rotterdam für eine große Hungersnot. Um Feuerholz zu erhalten, fällte die Bevölkerung fast jeden Baum der Stadt. Auch die hölzernen Tribünen des Kasteels fielen der verzweifelten Suche nach Feuerholz zum Opfer.

### 1952–1966: Zweite goldene Jahre

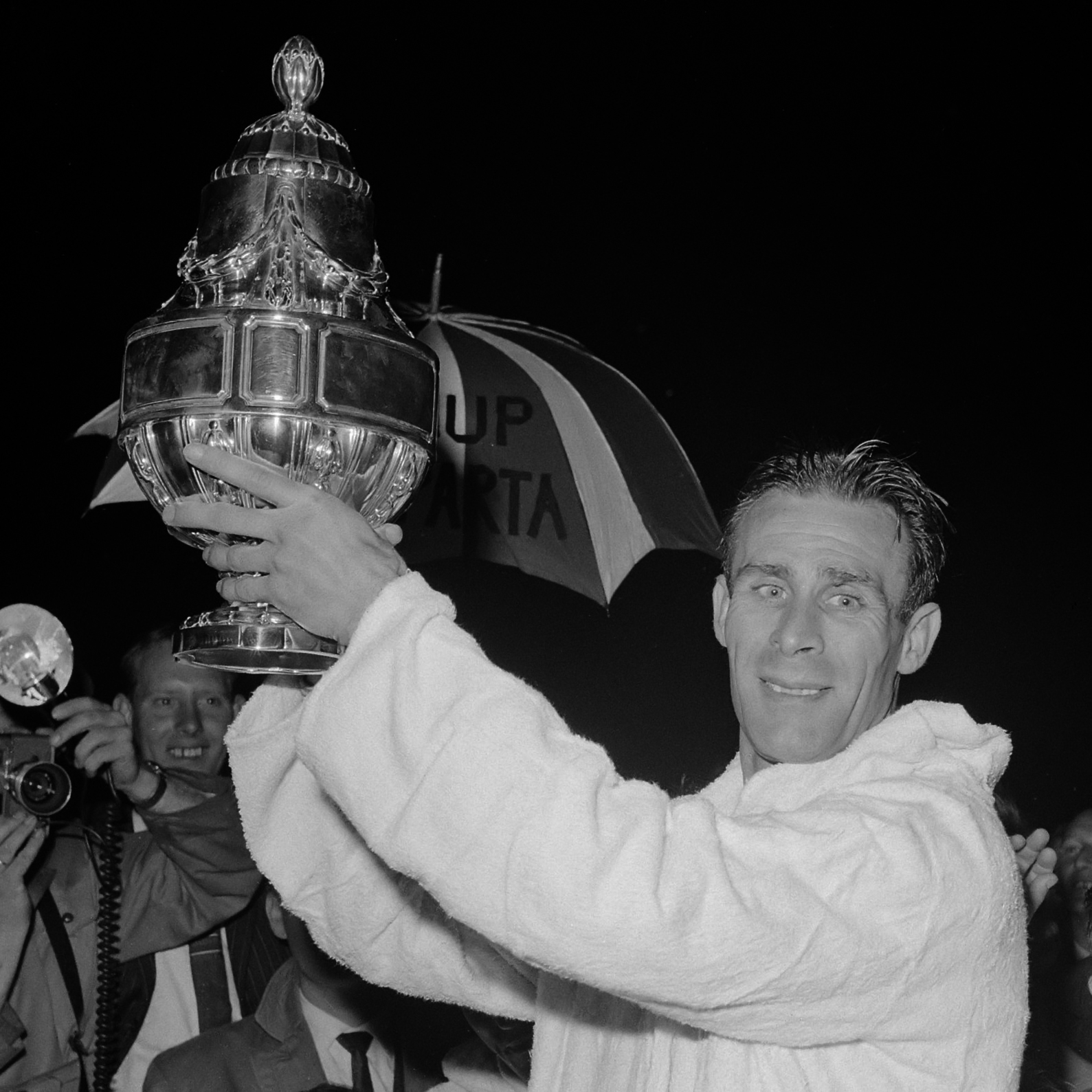
Kapitän Tonny van Ede beim Pokalsieg 1962

Trotz großer materieller Nöte und eines teilweise zerstörten Stadions konnte Sparta in den Jahren nach dem Krieg wieder eine gute Mannschaft aufbauen und an alte Erfolge anknüpfen. Schlüsselspieler jener Jahre waren Rinus Terlouw, Hans de Koning, Tinus Bosselaar und vor allem Kapitän Tonny van Ede. 1951 konnte ein weiteres Mal der Zilveren Bal gewonnen werden. 1953 und 1956 reichte es nach langer Durststrecke zum Triumph bei den Regionalmeisterschaften; 1952, 1954 und 1955 wurde man Zweiter. Durch den Titel von 1956 qualifizierte sich das von Trainer Denis Neville trainierte Team für die neue Eredivisie, für deren Gründung Spartas Vorsitzender Jos Coler eine der treibenden Kräfte war. Zwei Jahre später gewann Sparta zum ersten Mal den KNVB-Pokal, ein Jahr darauf – 1959 – wurde man erstmals seit 1915 wieder niederländischer Meister. Überlegen konnte man sich bereits am drittletzten Spieltag den Titel durch ein 4:0 bei DWS Amsterdam sichern. Damit qualifizierte sich die Mannschaft erstmals für einen internationalen Wettbewerb. Erster Gegner im Europapokal der Landesmeister 1959/60 war der schwedische Meister IFK Göteborg. Nach einem 3:1-Heimsieg und einer 1:3-Auswärtsniederlage musste ein Entscheidungsspiel folgen, das Sparta 3:1 gewinnen konnte. Auch in der Folgerunde entschied gegen den schottischen Vertreter und großen Favoriten Glasgow Rangers eine dritte Partie, nachdem man 2:3 verlor und anschließend 1:0 gewann. Aber diesmal hatten die Rotterdamer Fußballer ein Nachsehen und schieden auf neutralem Boden, im Londoner Highbury, nach einem 2:3 aus. In der Saison 1961/1962 war man für den neu geschaffenen International Football Cup qualifiziert. Die Gruppenphase konnte man gegen IF Elfsborg, SC Tasmania 1900 Berlin und den FC Basel gewinnen. Im Viertelfinale scheiterte man an Slovan Bratislava. Durch diese Erfolge entwickelte sich ein Sparta-Boom in Rotterdam. 1963 wurden die Kapazitäten des Stadions auf 31.000 Plätze erweitert und die interne Vereinsstruktur wurde erweitert bzw. verbessert. Mit Hans Sonneveld wurde ein professioneller Scout verpflichtet, der auf der Suche nach talentierten Fußballern war. 1962 konnten die Rot-Weißen zum zweiten Mal den nationalen Pokal gewinnen. Zur Saison 1963/64 qualifizierte man sich erneut für den erst 1961 ins Leben gerufenen International Football Cup. Dort traf man auf den österreichischen Vertreter First Vienna FC 1894, es gab ein Wiedersehen mit IFK Göteborg und erneut spielte man gegen eine deutsche Mannschaft, den FC Bayern München. Gegen diesen setzte es vor heimischem Publikum eine 1:2-Niederlage, auswärts sogar eine 0:6-Pleite. Bis heute ist diese die höchste Niederlage für Sparta in einem internationalen Spiel – neben dem 0:6 gegen den FC Tirol Innsbruck 1975. 1966 konnte Sparta nach einem 1:0 gegen ADO Den Haag zum dritten Mal den nationalen Pokal gewinnen. Dieser Titel sollte der bis heute letzte große Titel für Sparta sein. Die zweiten Goldenen Jahre waren zu Ende.

### 1966–1987: Gute Erstligamannschaft

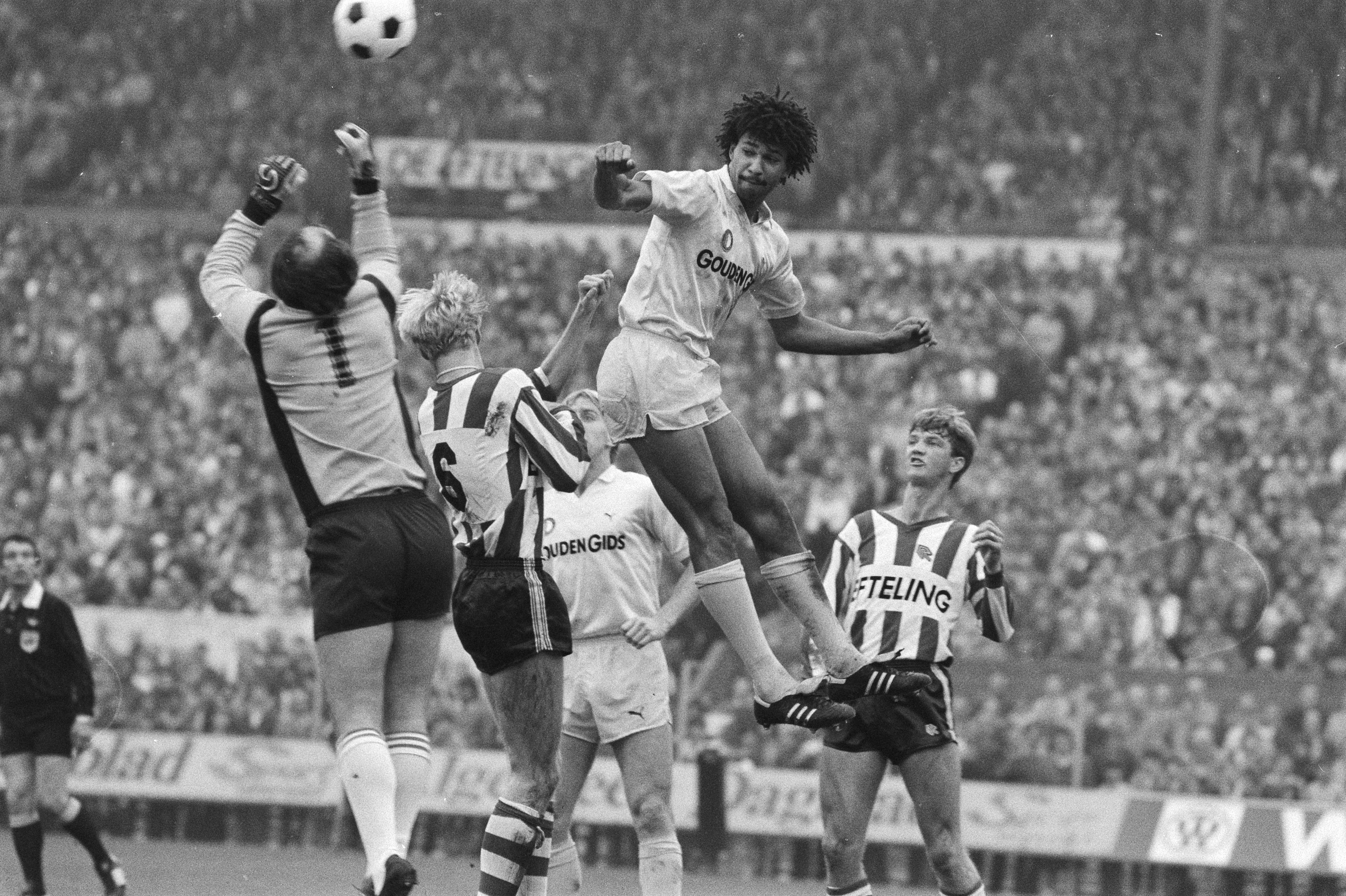
Louis van Gaal (Sparta) im Zweikampf mit Ruud Gullit (Feyenoord)

Von 1966 bis 1973 konnte sich Sparta immerhin noch in der Spitzengruppe der Eredivisie halten. In den nächsten Jahren verschwand man im Mittelfeld der Liga. Hin und wieder konnte Sparta an internationalen Turnieren teilnehmen. Beim Messestädte-Pokal der Saison 1970/71 gab es durch einen 9:0-Sieg in der ersten Runde gegen das isländische Team ÍA Akranes den höchsten internationalen Pflichtspielsieg der Vereinsgeschichte. In der dritten Runde schied die Mannschaft dann aber gegen Bayern München aus. Anfang der 1980er Jahre konnte Sparta um die beiden Top-Spieler Louis van Gaal und Danny Blind wieder eine relativ starke Elf aufbauen, der allerdings ein Titel verwehrt blieb. Nach Ablauf der Saison 1982/83 schaffte Sparta erstmals den Einzug in den UEFA-Pokal. Dort rückte der Verein bis ins Achtelfinale vor. Dabei gewann das Team gegen den nordirischen Klub Coleraine FC und gegen das DDR-Team Carl Zeiss Jena, zog dann aber gegen Spartak Moskau den kürzeren. Im UEFA-Pokal 1985/86 schaffte Sparta das „Wunder von Hamburg“, als man den hohen Favoriten Hamburger SV im Elfmeterschießen aus dem Wettbewerb werfen konnte. In der nächsten Runde musste man sich Borussia Mönchengladbach nach einem 1:1 und 1:5 chancenlos geschlagen geben. Zum Ende der 1980er Jahre fand sich der Klub jedoch in tieferen Regionen der niederländischen ersten Liga wieder und Teilnahmen an internationalen Wettbewerben blieben aus.

### 1987–2002: Mittelmaß, Bedeutungslosigkeit und Abstieg
Nachdem man 1987 noch einen guten 8. Platz in der Eredivise erreichen konnte, begann der schrittweise Niedergang des Vereins. Die Ursachen hierfür sind vielschichtig. Das Viertel Spangen, in dem das Sparta-Stadion stand, verarmte zusehends. Die Kommune Rotterdam sah sich – im Unterschied zu vielen anderen Städten in den Niederlanden – zu jener Zeit nicht in der Lage, den Verein zu unterstützen. Im Gegenteil wurden Pläne bekannt, das alte Sparta-Stadion Het Kasteel abzureißen und dringend benötigte Wohngebäude zu schaffen. Das konnte zwar vermieden werden, dennoch wurde dadurch eine dringend benötigte Modernisierung des Stadions verhindert. Die andauernden Finanznöte des Vereins führte dazu, dass die traditionell gute Jugendarbeit des Vereins fast zum Erliegen kam: Hunderte junge Spieler wurden im Laufe der Jahre abgeworben - eine Entwicklung, die sich durch das Bosman-Urteil 1995 weiter verschärfte.

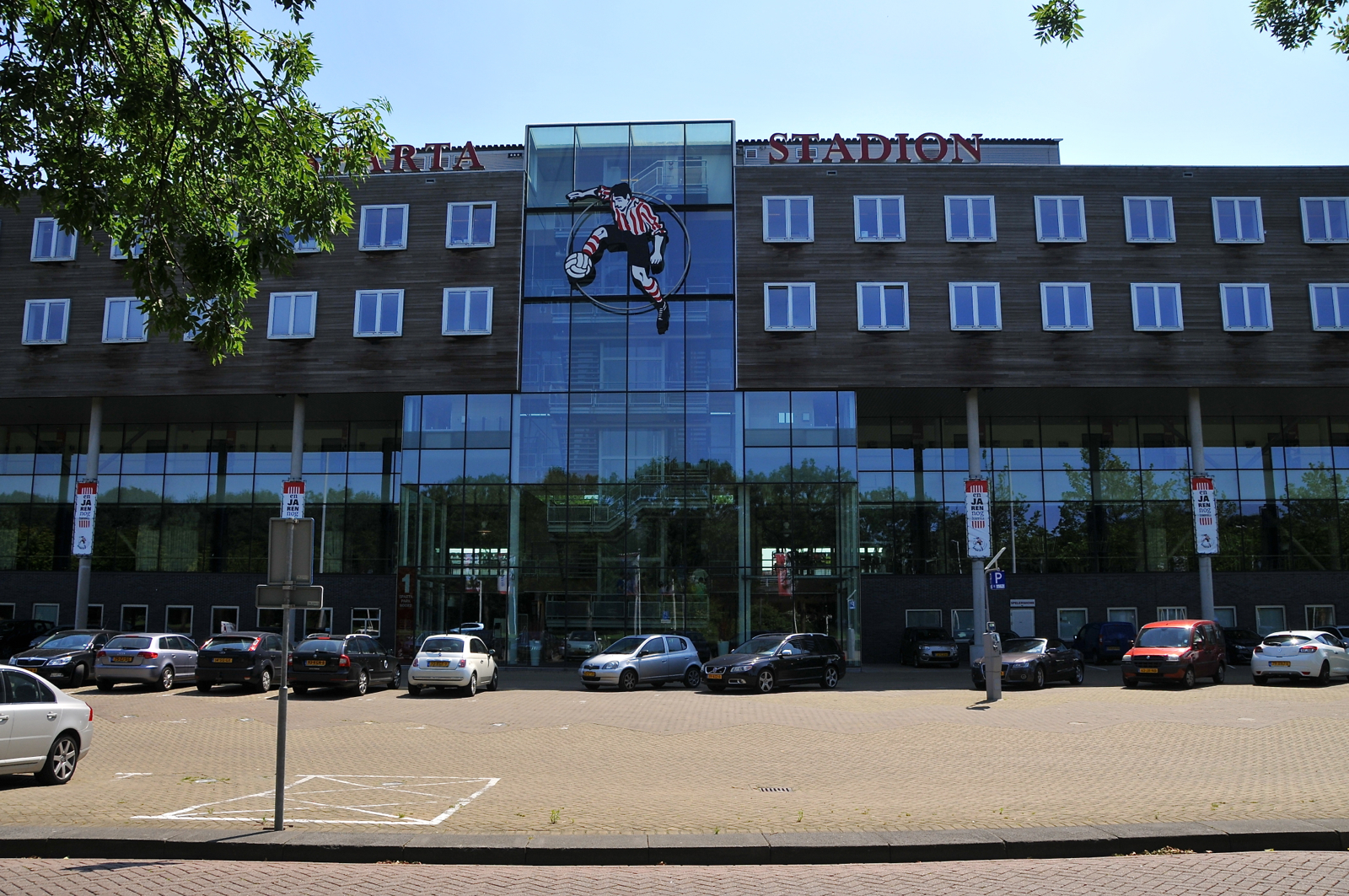
Die neue Tribüne des Sparta-Stadions

1998 zerstörte ein Orkan große Teile des alten Sparta-Stadions. Nachdem zuerst überlegt wurde, das Stadion komplett abzureißen und mit dem Lokalrivalen Excelsior Rotterdam zusammen ein neues Stadion an anderer Stelle zu errichten, rang man sich schließlich doch durch, das alte Stadion zu erneuern: die historische Kasteel-Tribüne mit den charakteristischen Türmen wurde stehen gelassen, die anderen Tribünen wurden komplett erneuert. Das Fassungsvermögen des Kasteels betrug nun nur noch 11.000 Plätze.
1994/95 reichte es nur zum 14. Platz. Einzig 1964 war der Verein ebenso schlecht gewesen. Mit Henk ten Cate als neuem Trainer kam kurzzeitig der Erfolg zurück. Ten Cate schaffte es 1996 auf den sechsten Rang sowie ins Finale um den KNVB-Pokal. Auf dem Weg dorthin schaltete man u. a. Teams wie den AZ Alkmaar und den Stadtrivalen Feyenoord aus. Doch im Endspiel zeigte die PSV Eindhoven den Rot-Weißen ihre Grenzen auf und Sparta verlor mit 2:5. 1998/99 fing das dunkelste Kapitel der Vereinsgeschichte an, als die Mannschaft nur 17. in der Liga wurde und das Rotterdamer Team somit in der Relegation um den Verbleib in der Eredivisie zittern musste. Dabei konnte man sich durchsetzen, zögerte aber nur den Abstieg heraus. Nachdem auch drei Jahre später nur der vorletzte Rang erspielt wurde, schaffte es das Sparta-Team auch in den Play-off-Spielen nicht und stieg 2002 erstmals in die zweiklassige Eerste Divisie ab.

### 2002–2019: Fahrstuhlmannschaft

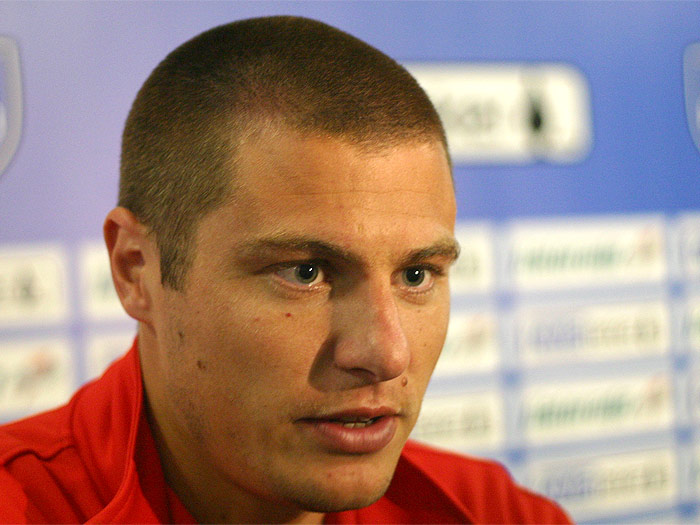
Danny Koevermans, 2004/05 Torschützenkönig der Eerste Divisie.

Obwohl man sich den sofortigen Wiederaufstieg vornahm, war das erste Jahr in der Zweitklassigkeit eine Katastrophe. Wirtschaftliche und interne Probleme machten zu schaffen. Am Ende reichte es nur zu Rang acht. Der Verein geriet in eine existenzbedrohende finanzielle Schieflage. Nach großen öffentlichen Debatten und Demonstrationen der Sparta-Anhänger konnte 2004 das Ende des Vereins abgewendet werden: die Kommune kaufte dem Verein den größten Teil des Stadions ab und konnte so den Bankrott verhindern. Die alte Kasteel-Tribüne selbst wurde von einem wohlhabenden Anhänger des Vereins erworben. Durch finanzielle Hilfe erholte sich der Verein bald wieder und konnte 2005/06 sein Comeback im niederländischen Fußball-Oberhaus geben. Große Anteile hatten dabei die Offensivkräfte Danny Koevermans (24 Tore), Ricky van den Bergh (22 Tore) und Riga Mustapha (22 Tore), die die Torschützenliste der zweiten Liga anführten. In den Relegationsspielen mussten die Anhänger zittern, nachdem das erste Spiel verloren wurde und Trainer Mike Snoei darauf entlassen wurde. Interimstrainer Adri van Tiggelen folgte ihm und führte die Mannschaft zurück. Im KNVB-Pokal machte man auf sich aufmerksam, als das Team bis ins Halbfinale vorstieß und gegen den FC Utrecht erst nach Elfmeterschießen ausschied.
Das Abstiegsgespenst blieb ständiger Begleiter bei Sparta. Immer wieder wechselten Trainer und Betreuerstab. In der Saison 2008/09 konnte Sparta erst am vorletzten Spieltag die Klasse sichern. Vor allem durch einen überraschenden 4:0-Heimsieg über Ajax Amsterdam, der Ajax-Trainer Marco van Basten den Job kostete, konnte der Abstieg vermieden werden. In die Spielzeit 2009/10 startete man mit drei Niederlagen, einem Unentschieden und nur einem Sieg aus den ersten fünf Spielen schlecht. Am Ende der Saison stand nach fünf Saisons in der Eredivisie der erneute Abstieg in die zweitklassige Eerste Divisie, nachdem Sparta in den entscheidenden Relegationsspielen dem Stadtrivalen Excelsior Rotterdam dramatisch unterlag: Nach einem 0:0 im Hinspiel ging Sparta im Rückspiel zuhause in der Nachspielzeit mit 1:0 in Führung, um im direkten Gegenzug noch den Ausgleich zu kassieren. Durch die bestehende Auswärtstorregelung bedeutete dieses 1:1 den erneuten Abstieg in die Eerste Divisie. In den folgenden sechs Spielzeiten verharrte man in der Zweitklassigkeit, erst 2016 konnte Sparta wieder aufsteigen, um nach zwei Saisons 2018 wieder abzusteigen. Nach nur einem Jahr gelang 2019 jedoch der sofortige Wiederaufstieg in die Eredivise.

### 2019–heute: Aktuelle Entwicklung
Seit 2019 spielt Sparta mit wechselndem Erfolg, aber konstant in der Eredivisie. Nachdem 2018 Henk van Stee Technischer Direktor des Clubs geworden war, begann der Verein sich sportlich zu konsolidieren, auch dank des neuen Trainers Henk Fraser. Im zweiten Jahr nach dem Aufstieg konnte man 2021 einen hervorragenden 8. Platz erreichen und spielte gegen den Lokalrivalen Feyenoord Rotterdam um die Qualifikation für die UEFA Europa Conference League, wo man allerdings mit 0:3 im De Kuip unterlag. In der darauffolgenden Saison geriet Sparta wieder in große Abstiegsnöte. Man trennte sich von Henk van Stee und Henk Fraser und konnte mit dem neuen Trainer Maurice Steijn am letzten Spieltag den Klassenerhalt durch ein 3:0 bei Heracles Almelo schaffen.
In der Saison 2022/23 präsentierte sich Sparta überraschend stark und konnte sich als 6. für die Playoffs um die Teilnahme an der UEFA Europa Conference League qualifizieren. Nachdem man im Halbfinale den FC Utrecht ausschalten konnte, scheiterte man im Finale knapp am Twente Enschede mit 1:1 und 0:1. Nur wenige Stunden nach dem Finale wurde bekannt, dass Erfolgstrainer Maurice Steijn nach Ajax Amsterdam wechseln wird, was dann am nächsten Tag offiziell bestätigt wurde. Nachfolger wurde der bisherige Assistenztrainer Jeroen Rijsdijk.
In den letzten Jahren konnte sich Sparta finanziell und strukturell konsolidieren. Die Stadionteile, die 2004 von der Stadt Rotterdam erworben worden waren, sind wieder zurückgekauft und somit wieder im Besitz des Vereins. Das Trainingszentrum Nieuw Terbregge wird mit der Stadt Rotterdam zusammen komplett modernisiert und ausgebaut. Das Stadion wird schrittweise modernisiert und soll in den nächsten Jahren um einige Tausend Plätze erweitert werden. Mit dem in der Nähe liegenden Weltkulturerbe Van-Nelle-Fabrik soll ein großes, gemeinsames Gelände entstehen. Der Bau eines neuen Bahnhofs in der Nähe des Stadions ist durch die Stadt Rotterdam in den Planungen vorgesehen.

## Wissenswertes

### Spieler
- Mit 471 Ligapartien für Sparta ist Pim Doesburg Rekordspieler Verein. Ihm folgen Tonny van Ede mit 455 Spielen und Bok de Korver, der das Rotterdamer Trikot 363 Mal trug.
- 31 Spiele für die Nationalmannschaft bestritt Bok de Korver, als er bei Sparta Rotterdam unter Vertrag stand. Kein anderer wurde häufiger berufen.
- Am 14. August 2022 erzielte Vito van Crooij für Sparta den bis dato schnellsten Treffer in der Geschichte der Eredivisie; gegen AZ Alkmaar traf van Crooj nach acht Sekunden.[19]

### Weiteres
- Ursprünglich besaß der Verein auch Abteilungen für Baseball, Cricket, Turnen und Leichtathletik. Diese sind inzwischen nicht mehr mit dem Fußballverein verbunden.
- Beim Derby Sparta - Feyenoord am 15. November 1970 traf Feyenoord-Torhüter Eddy Treijtel bei einem hohen Abstoß um die 60. Minute eine über dem Spielfeld fliegende Möwe, die tot auf das Spielfeld fiel. Hans Eijkenbroek, der Kapitän von Sparta, nahm das tote Tier an den Flügeln und warf es über die Seitenlinie vor die Ehrentribüne, wo ein Sparta-Mitarbeiter es aufhob. Die ausgestopfte Möwe ist heute eines der Hauptausstellungsstücke im Sparta-Museum.

## Sparta-Anhänger

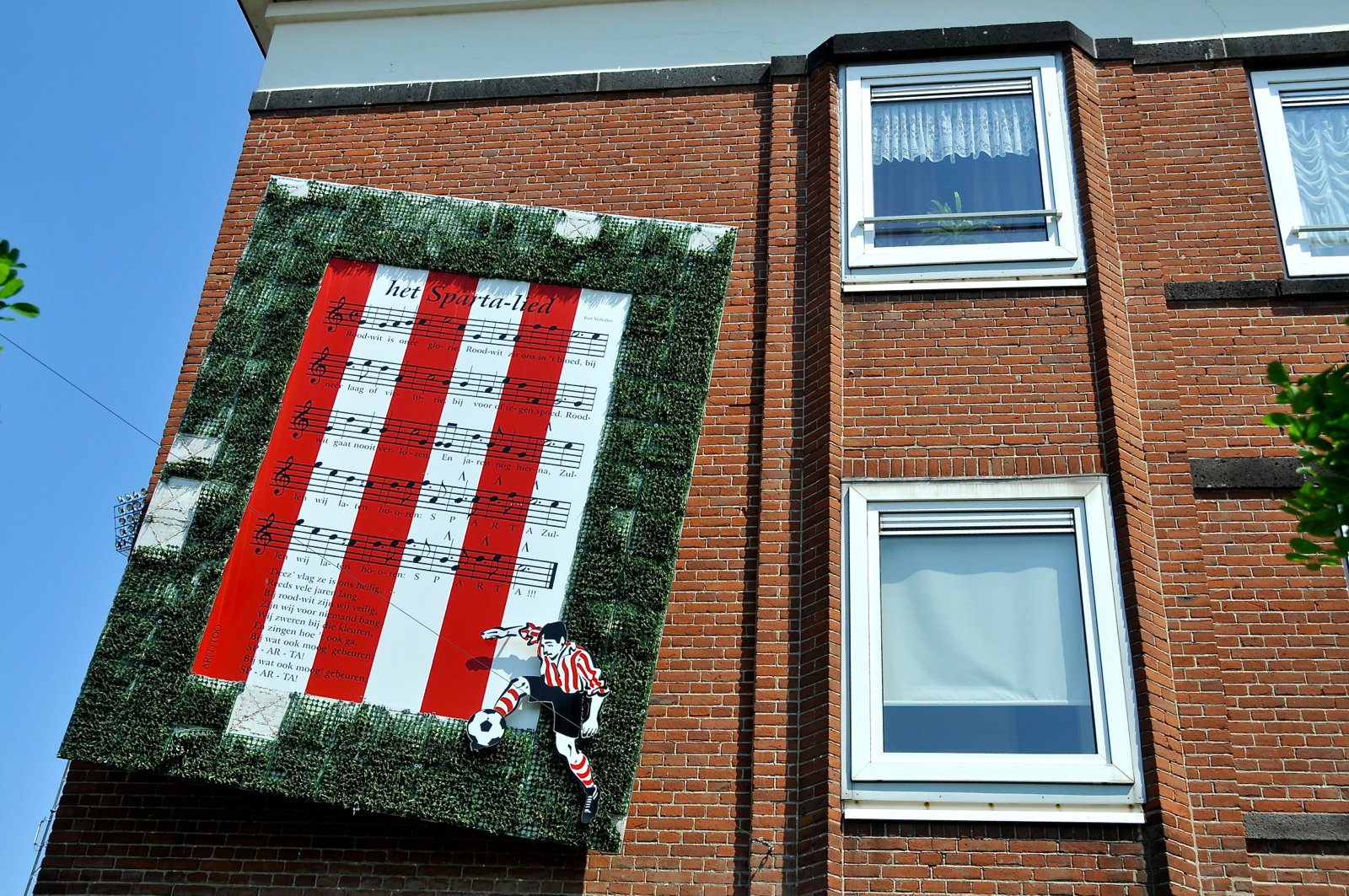
Der Sparta-Marsch an einer Hauswand in der Nähe des Stadions.

Der Niederländer Jaap Blazer komponierte anlässlich der nationalen Meisterschaft 1909 die Vereinshymne: Marsch voor piano, opgedragen aan de RV en AV Sparta. 1925 wurde diese von Emeis Kor überarbeitet. Kurz darauf, in den 1930er Jahren, wurde das Klublied von Jan Wolf letztmals umgeschrieben. Seither ist die Hymne mit dem Titel „Rood-Wit is onze glorie“ als Spartamarsch (deutsch: Sparta-Marsch) bekannt und wird zu Beginn jedes Heimspiels angestimmt.
Seit 1938 - dem 50-jährigen Vereinsjubiläum - wird jährlich das sogenannte Rot-Weiße-Diner durchgeführt. Ins Leben gerufen wurde es von Abraham Emeis. Dabei wurden jeweils zum Jahrestag der Vereinsgründung männliche Mitglieder geladen, erst seit 2008 werden auch Frauen eingeladen. Die Idee hinter diesem Essen war, einen engeren Kontakt zwischen Spielern, Trainern, Mitarbeitern, Mitgliedern und Anhängern herzustellen. Die Zusammenkünfte finden an prominenten Orten Rotterdams statt, so etwa im Hotel Atlanta, im Hotel Hilton oder im World Trade Center Rotterdam. Seit dem Ausscheiden des zehnköpfigen Organisationskomitees im Jahr 2000 hat das Abendessen seinen exklusiven Charakter etwas verloren. Neben den Vereinsmitgliedern waren in den vergangenen Jahren auch niederländische Prominente, Journalisten und Mitglieder anderer Vereine zu Gast bei dem jährlichen Abendessen.
Ende der 1980er Jahre rückte Sparta mit NAC Breda zusammen und es entstand eine Fanfreundschaft. Grund dafür war der Tod des ehemaligen Sparta- und NAC-Spielers Andro Knel, der bei einem Flugzeugunglück ums Leben kam. Seit 2005 spielen Mannschaften beider Fangruppen vor den offiziellen Begegnungen der beiden Teams in der Liga den Andro Knel Bokaal aus.
Größte Rivalen des Vereins sind Feyenoord Rotterdam und Excelsior Rotterdam. Die Anhängerschaft von Sparta Rotterdam rekrutiert sich vor allem aus der Innenstadt und den Teilen der Stadt, die nördlich der Maas liegen. Die Arbeiterviertel südlich der Maas werden hingegen überwiegend von den Anhängern von Feyenoord Rotterdam bewohnt, das aufgrund seiner großen Erfolge zudem im gesamten Land auf eine große Anhängerschaft zählen kann. Die Anhänger von Feyenoord werden von den „Spartaanen“ als „Boeren“ („Bauern“) bezeichnet, da die südlichen Viertel Rotterdams früher vor allem von Einwanderern aus den ländlichen Gebieten im Süden der Niederlande stammten, die nach Arbeit suchten. Demgegenüber werden die Anhänger des dritten Erstligisten der Stadt, Excelsior Rotterdam, als „Hoeren“ („Huren“) diffamiert, da Excelsior viele Jahre einen Kooperationsvertrag mit Feyenoord hatte und faktisch zu dessen Farmteam geworden war.

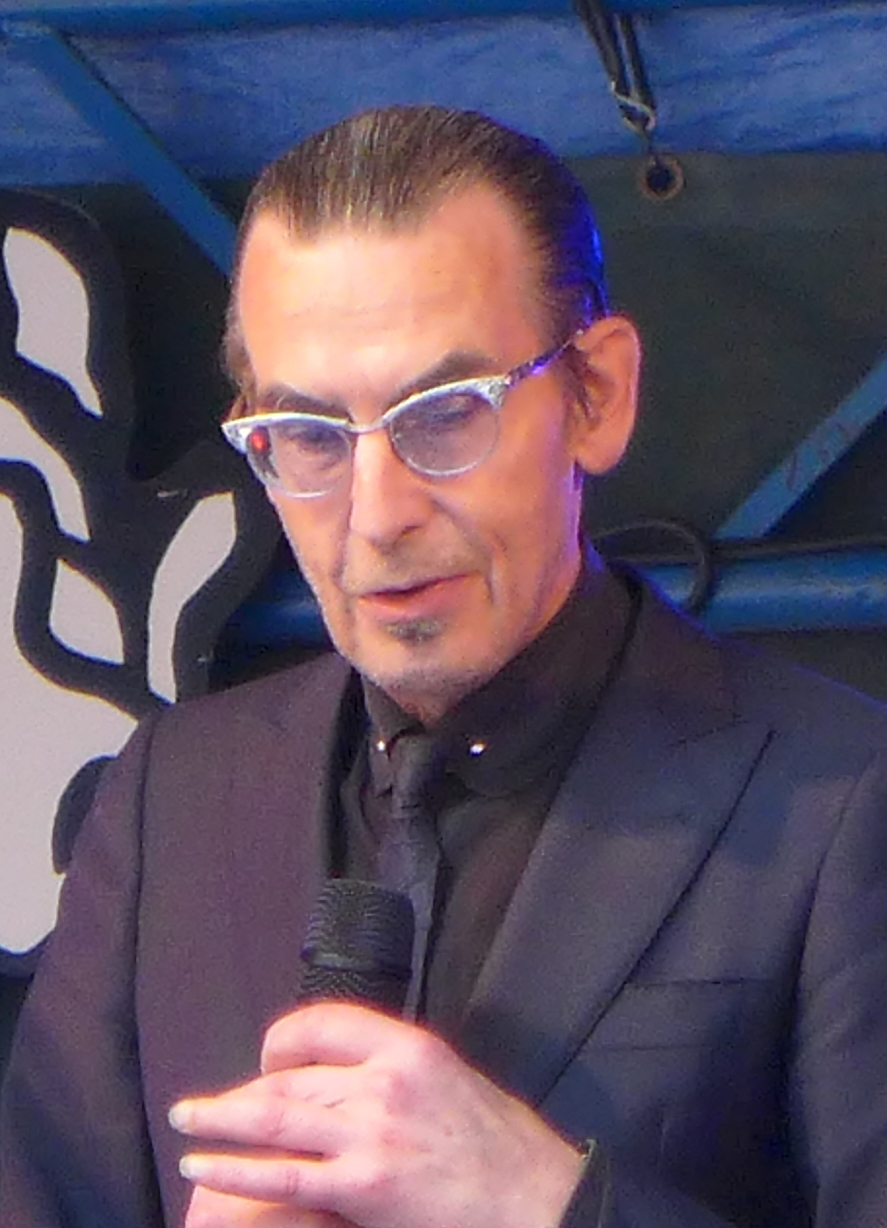
Jules Deelder, Sparta-Dichter und bekanntester Fan des Clubs.

Nationales Aushängeschild und bekanntester Anhänger des Vereins war der Rotterdamer Dichter und „Nachtbürgermeister“ Jules Deelder (1944–2019). Mehrere seiner Gedichte haben Sparta Rotterdam zum Inhalt („Als Spartaner sind wir geboren, als Spartaner sterben wir“). Nach seinem Tod wurde ein Vers von ihm am Dach der alten Kasteeltribüne angebracht („Das Himmelstor sieht dem Kasteel verdächtig ähnlich.“). Ihm zu Ehren hat der Verein 2022 ein limitiertes schwarzes Auswärtstrikot zum Verkauf angeboten.
Auch in Deutschland bekannte Sparta-Anhänger sind oder waren: André van Duin, Marten Toonder, Norbert Schmelzer, Nelli Cooman und Pim Fortuyn.
Laut einer Untersuchung der Hendrik Beerda Brand Consultancy von 2023 steht Sparta in der Liste der populärsten Vereine in den Niederlanden auf Platz 5.

## Stadion
Sparta trägt seine Heimspiele im 1916 erbauten „Sparta Stadion Het Kasteel“, kurz „Het Kasteel“ (Das Schloss) genannt, aus. Es liegt im Arbeiterviertel Spangen im Stadtteil Delfshaven westlich der Rotterdamer Innenstadt. Das Stadion besaß bis 1998 ein Fassungsvermögen von ca. 30.000 Zuschauern. 1998 wurde es durch einen Orkan stark beschädigt. Pläne eines Stadionneubaus an einem anderen Ort bzw. eines gemeinsamen neuen Stadions mit dem Lokalrivalen Excelsior Rotterdam wurden nach langen Diskussionen verworfen. Stattdessen wurde das alte Stadion renoviert: die alte Kasteeltribüne mit den charakteristischen Türmen blieb erhalten und wurde um neue Tribünen ergänzt. Heute fasst das „Kasteel“ ca. 11.000 Zuschauer. Seit dem Aufstieg 2019 wird eine Vergrößerung des Stadions erwogen.
2022 wurde das „Kasteel“ zum schönsten Stadion der Niederlande gekürt.

## Erfolge
- Niederländischer Meister (6): 1909, 1911, 1912, 1913, 1915, 1959
- Niederländischer Pokalsieger (3): 1957/58, 1961/62, 1965/66
- Meister der Eerste Divisie (1): 2016
- Zilveren Ball (8): 1910, 1913, 1923, 1925, 1929, 1934, 1935, 1951
- Regionalmeisterschaften (10): 1909, 1911, 1912, 1913, 1915, 1916, 1925, 1929, 1953, 1956
- NBLO-Pokal (3): 1909, 1910, 1911
- Prinses-Juliana-Pokal (2): 1953, 1954

## Aktueller Kader 2025/26
Stand: 7. August 2025
| Nr.        | Nat.        | Name                | Geburtstag | im Verein seit | Vertrag bis |     |
| Tor        | Tor         | Tor                 | Tor        | Tor            | Tor         | Tor |
| ---------- | ----------- | ------------------- | ---------- | -------------- | ----------- | --- |
|            | Polen       | Filip Bednarek      | 26.09.1992 | 2025           | 2027        |     |
|            | Niederlande | Joël Drommel        | 16.11.1996 | 2025           | 2026        |     |
|            | Niederlande | Pascal Kuiper       | 17.03.2004 | 2025           | 2026        |     |
| Abwehr     |             |                     |            |                |             |     |
|            | Niederlande | Patrick van Aanholt | 29.08.1990 | 2024           | 2026        |     |
|            | Komoren     | Said Bakari         | 22.09.1994 | 2023           | 2026        |     |
|            | Niederlande | Mike Kleijn         | 09.02.2005 | 2024           | 2028        |     |
|            | Niederlande | Bruno Martins Indi  | 08.02.1992 | 2025           | 2027        |     |
|            | Niederlande | Max de Ligt         | 20.07.2004 | 2022           | 2025        |     |
|            | Venezuela   | Teo Quintero        | 02.03.1999 | 2024           | 2027        |     |
|            | Niederlande | Tijs Velthuis       | 12.01.2022 | 2023           | 2028        |     |
|            | Niederlande | Marvin Young        | 02.10.2005 | 2021           | 2029        |     |
| Mittelfeld |             |                     |            |                |             |     |
|            | Niederlande | Julian Baas         | 16.04.2002 | 2024           | 2027        |     |
|            | Niederlande | Pelle Clement       | 19.05.1996 | 2023           | 2026        |     |
|            | Niederlande | Lance Duijvestijn   | 15.01.1999 | 2025           | 2029        |     |
|            | Niederlande | Jonathan de Guzmán  | 13.09.1987 | 2022           | 2025        |     |
|            | Norwegen    | Joshua Kitolano     | 03.08.2001 | 2022           | 2026        |     |
|            | Niederlande | Jens Toornstra      | 04.04.1989 | 2025           | 2027        |     |
| Sturm      |             |                     |            |                |             |     |
|            | Niederlande | Joel Ideho          | 17.07.2003 | 2025           | 2028        |     |
|            | Norwegen    | Tobias Lauritsen    | 30.08.1997 | 2022           | 2026        |     |
|            | Japan       | Shunsuke Mito       | 28.09.2002 | 2024           | 2028        |     |
|            | Niederlande | Ayoub Oufkir        | 04.01.2006 | 2022           | 2027        |     |
|            | Island      | Nökkvi Thórisson    | 13.08.1999 | 2025           | 2025        |     |

## Ehemalige Spieler
(Auswahl)
- Dick Advocaat (1980–1982; später Trainer von Borussia Mönchengladbach)
- Luuk Balkestein (1974–1980; später Scout bei Borussia Mönchengladbach)
- Gregg Berhalter (1996–1998; Ehemaliger Spieler für Energie Cottbus und den TSV 1860 München)
- Jan van Beveren (1965–1970; mehrfacher niederländischer Nationalspieler)
- Danny Blind (1979–1986; mehrfacher niederländischer Nationalspieler)
- Winston Bogarde (1991–1994)
- Ray Clarke (1976–1978)
- Pim Doesburg (1962–1967, 1970–1980; mit 471 Spielen Rekordhalter des Vereins)
- Tonny van Ede (1947–1964; 455 Spiele für Sparta Rotterdam)
- Louis van Gaal (1978–1986; ehemaliger Trainer der niederländischen Nationalmannschaft und ehemaliger Trainer des FC Bayern München)
- Ruud Geels (1979–1981; 35 Tore in 48 Ligaspielen für Sparta)
- Bok de Korver
- Wilhelm Kreuz (1972–1974)
- Jørgen Kristensen (1968–1972; ehemaliger Spieler bei Hertha BSC)
- Dennis und Gérard de Nooijer
- Prince Polley (1988–1990)
- Wim Suurbier (1981; ehemaliger Spieler für den FC Schalke 04)
- Adri van Tiggelen (1978–1983; mehrfacher niederländischer Nationalspieler)
- Martin Haar (1988–1989)
- Denzel Dumfries (2014–2017)
- Georginio Wijnaldum (1997–2004, Jugend)
- Kevin Strootman (1996–2011)
- Ali El Khattabi (1995–1996, 1999–2001, Jugend)
- Memphis Depay (2003–2006, Jugend)

## Trainer

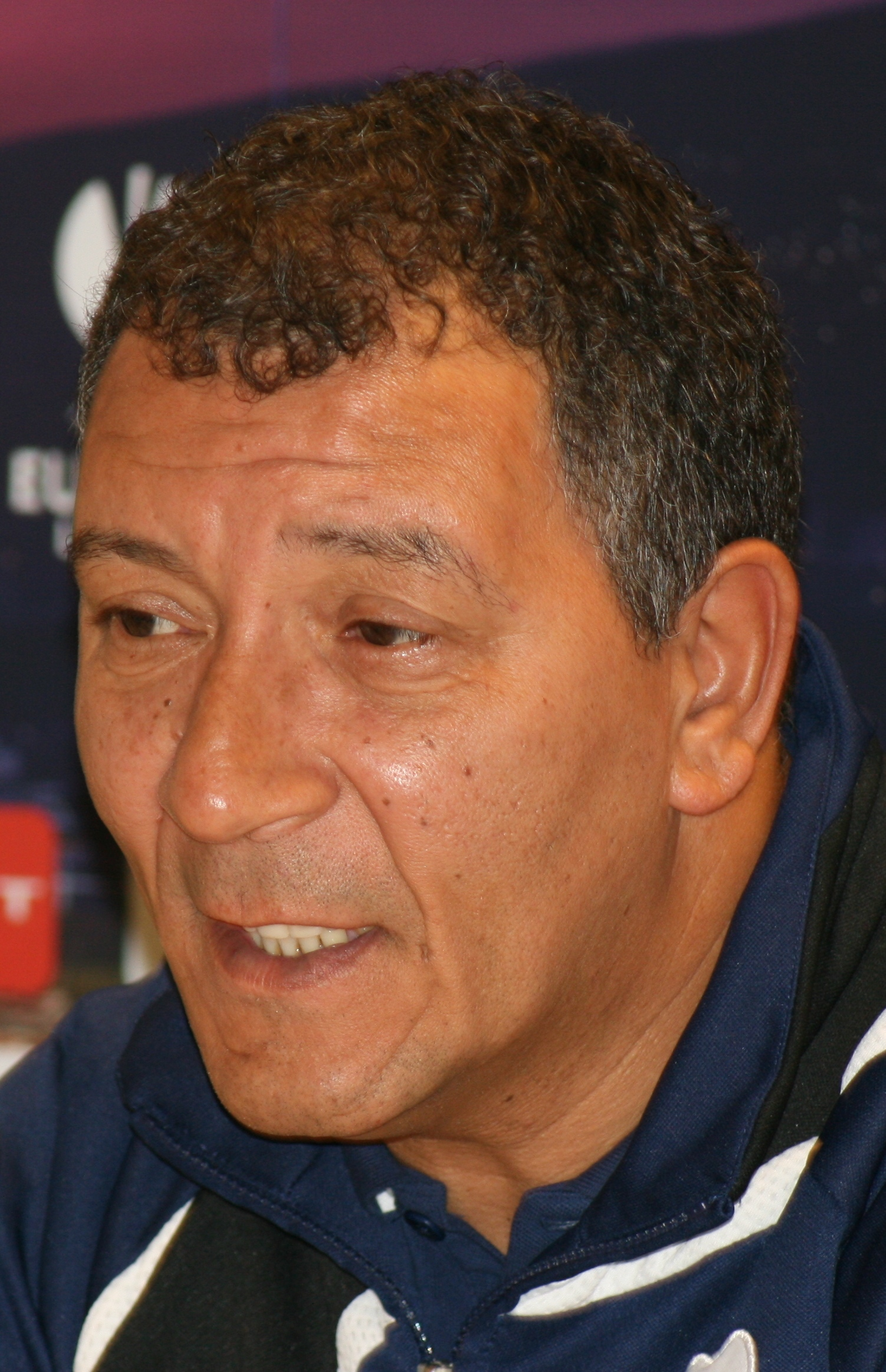
Henk ten Cate (1995–1997)

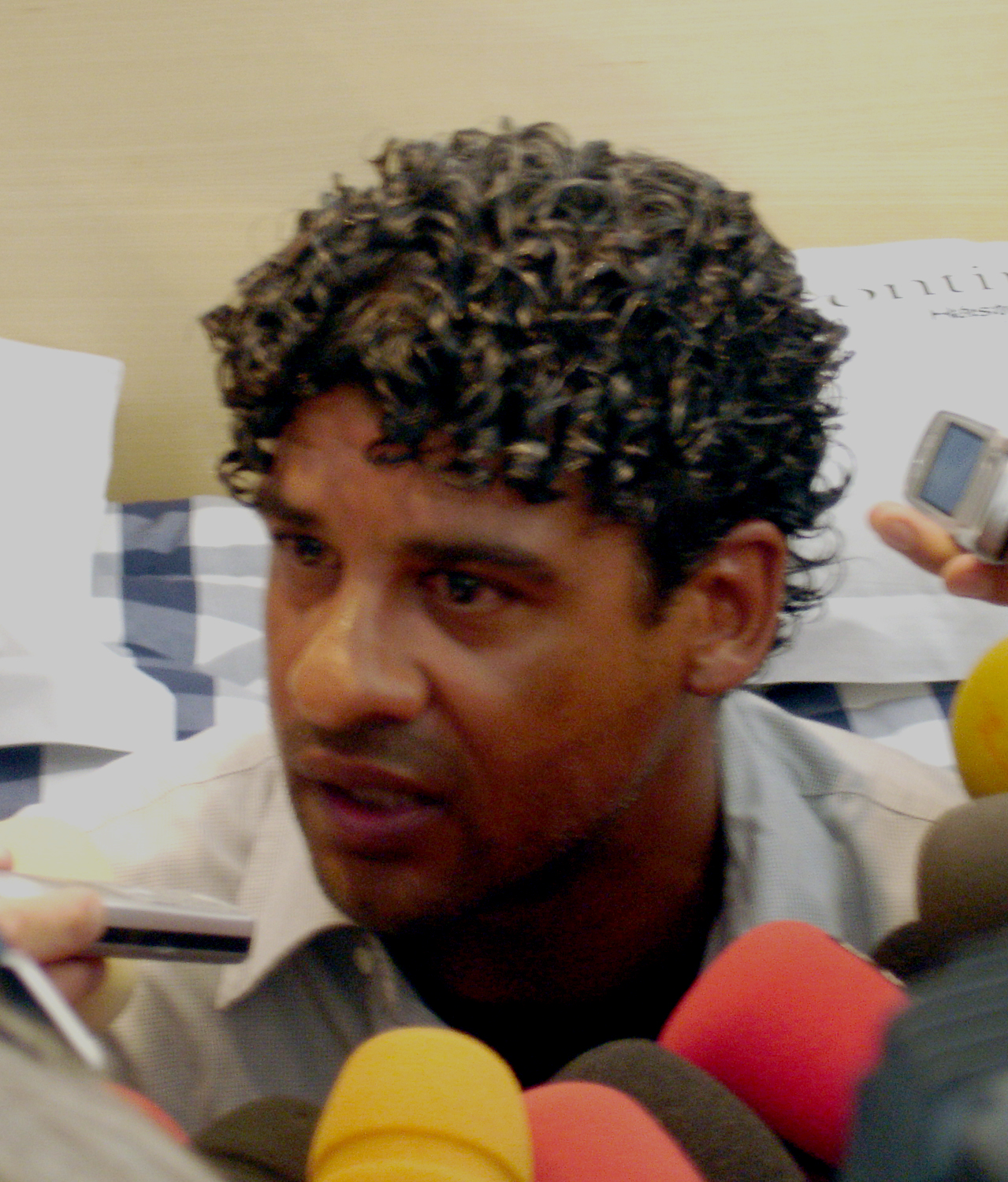
Frank Rijkaard (2001–2002)

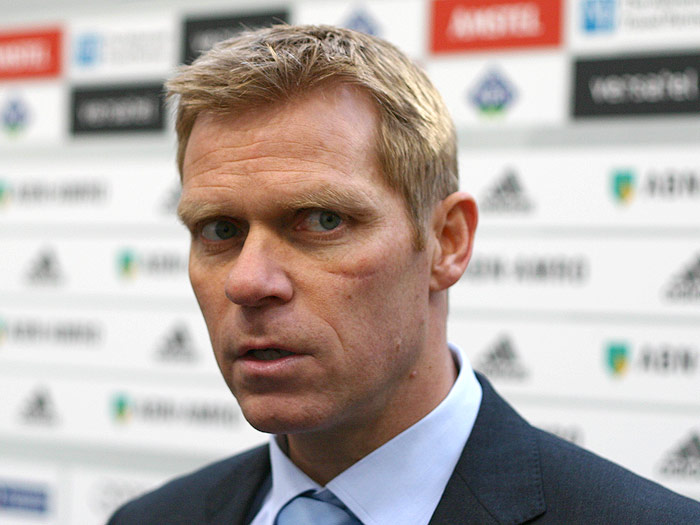
Foeke Booy (2007–2009)

In den ersten Jahrzehnten der Clubgeschichte war es noch nicht üblich, einen Trainer zu beschäftigen. Sparta war in dieser Zeit sehr eng verbunden mit dem englischen Fußball. So kamen dann auch die ersten Trainer aus England. Erfolgreichster Trainer nach dem Zweiten Weltkrieg war der Engländer Denis Neville, der als bisher letzter die niederländische Meisterschaft sowie die ersten beiden Triumphe im KNVB-Pokal gewinnen konnte. International bekanntester Trainer ist der frühere niederländische Nationalspieler Frank Rijkaard, der das Team zwischen 2001 und 2002 betreute. Seit 1955 hatten mit Georg Keßler und Fritz Korbach bisher zwei Deutsche den Trainerposten bei Sparta Rotterdam inne.

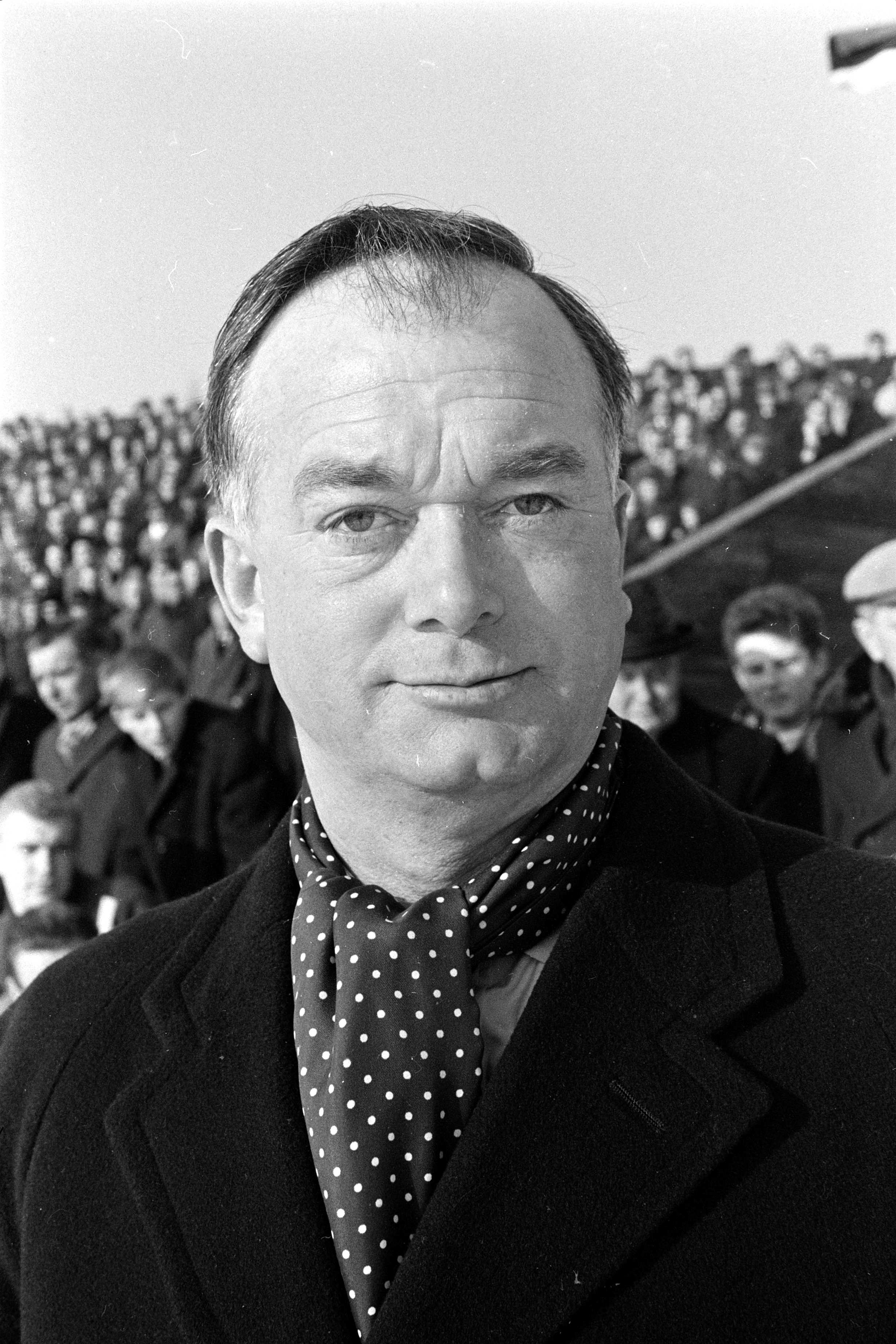
Denis Neville (1955–1963)

| Name                          | Zeitraum  |
| ----------------------------- | --------- |
| Edgar Chadwick                | 1908      |
| David Walders                 | 1912–1913 |
| James Wilson                  | 1914–1918 |
| A. Smith                      | 1918–1926 |
| P. Donaghy                    | 1926–1930 |
| Adriaan Koonings              | 1930–1937 |
| Curtis 'Tommy' Booth          | 1937–1939 |
| Adriaan Koonings              | 1939–1944 |
| Toon van Enden                | 1944–1948 |
| George Hall                   | 1948–1950 |
| Walter Crook                  | 1950–1951 |
| Toon van Enden                | 1951–1955 |
| Denis Neville                 | 1955–1963 |
| Bill Thompson                 | 1963–1966 |
| Wiel Coerver                  | 1966–1970 |
| Georg Keßler                  | 1970–1971 |
| Elek Schwartz                 | 1971–1972 |
| Leo Steegman                  | 1972–1976 |
| Jimmy Adamson                 | 1976      |
| Cor Brom                      | 1976–1978 |
| Mircea Petescu                | 1978–1980 |
| Barry Hughes                  | 1980–1983 |
| Bert Jacobs                   | 1983–1984 |
| Theo Vonk                     | 1984–1986 |
| Barry Hughes                  | 1986–1988 |
| Rob Baan                      | 1988–1990 |
| Hans van Doorneveld           | 1990–1991 |
| Rob Jacobs                    | 1991–1993 |
| Han Berger                    | 1993–1993 |
| Henk van Stee (Interim)       | 1995      |
| Henk ten Cate                 | 1995–1997 |
| Joop Brand (Interim)          | 1997      |
| Hans van der Zee              | 1997–1998 |
| Jan Everse junior             | 1998–1999 |
| Dolf Roks                     | 1999–2001 |
| Willem van Hanegem            | 2001      |
| Frank Rijkaard                | 2001–2002 |
| Chris Dekker                  | 2003      |
| Fritz Korbach                 | 2003      |
| Wilfred van Leeuwen (Interim) | 2003      |
| Chris Dekker                  | 2003      |
| Mike Snoei                    | 2003–2005 |
| Adri van Tiggelen (Interim)   | 2005      |
| Wiljan Vloet                  | 2005–2007 |
| Gert Aandewiel                | 2007      |
| Adri van Tiggelen (Interim)   | 2007      |
| Foeke Booy                    | 2007–2009 |
| Frans Adelaar                 | 2009–2010 |
| Aad de Mos                    | 2010      |
| Jan Everse junior             | 2010–2011 |
| Jos van Eck                   | 2011      |
| Michel Vonk                   | 2011–2012 |
| Henk ten Cate                 | 2012–2013 |
| Adrie Bogers                  | 2013–2014 |
| Gert Kruys                    | 2014–2015 |
| Peter van den Berg            | 2014      |
| Alex Pastoor                  | 2015–2017 |
| Dolf Roks                     | 2017–2018 |
| Dick Advocaat                 | 2018      |
| Henk Fraser                   | 2018–2022 |
| Maurice Steijn                | 2022–2023 |
| Jeroen Rijsdijk               | 2023–2024 |
| Maurice Steijn                | seit 2024 |

## Präsidenten
(unvollständig)
| Name                 | Zeitraum    |
| -------------------- | ----------- |
| Hans van Heelsbergen | 2003–2009 ? |
| Leo van den Berg     | 2009–2019   |
| Leo Ruijs            | seit 2019   |

## Weitere Teams

### Frauenmannschaft
Bereits 1896 versuchte der Klub, eine Fußball-Frauenabteilung zu installieren. Der niederländische Fußballverband war jedoch strikt dagegen und lehnte das Vorhaben ab.
Für die 2007 gegründete Eredivisie der Frauen stellte Sparta keine Mannschaft.

### Nachwuchsmannschaften
Die Nachwuchsmannschaften von Sparta Rotterdam werden in den Niederlanden als Jong Sparta bezeichnet. Trainer der U21, der ältesten Nachwuchsmannschaft, ist der ehemalige Ajax-Profi Geert Meijer. Das primäre Ziel der Jugendabteilung ist, Talente zu fördern und deren Ausbildung zu verbessern, um diese schließlich in die Profimannschaft einbinden zu können.
Im Klub werden die Juniorenspieler von der F- bis zur A-Jugend betreut, ehe sie zur Jong Sparta oder der Profimannschaft stoßen.